# عربي (محرك بحث)

شعار عربي

عربي ،باحوث (محرك بحث) متكامل، يغطي الإنترنت العربية ويقدم خدماته من خلال واجهة عربية، وهو أحد المشاريع المطورة من قبل مجموعة مكتوب
يوفر عربي خدمة البحث المتخصص في الصفحات الإسلامية، المنتديات، المدونات، الصور، الأغاني، الفيديو والقاموس. كما ويتميز «عربي» بنظام فهرسة شامل لجميع المواقع العربية على الإنترنت، والتي يتجاوز عددها مئات الملايين من الصفحات.
سيمكنك برنامج عربي من البحث عن أسماء المواقع باللغة العربية من خلال متصفحك والوصول للمواقع مباشرة
مثال: قم بطباعة كلمة «فيسبوك» بعد تحميل برنامج عربي وسيقوم بتحويلك مباشرة إلى الموقع المراد زيارته
سيوفر لك موقع عربي خدمة تسجيل اسم موقعك باللغة العربية مجانا وتحويله لأي موقع أو صفحة حسب اختيارك
سيوفر لك موقع عربي خدمة تسجيل اسم موقعك أو شركتك على الإنترنت وحمايته قبل أن يقوم أي شخص اخر بتسجيله
و قد حصل عربي في الأشهر الأولى من انطلاقه على جائزتين من «بان أراب ويب أواردز (PAN ARAB WEB AWARDS)»: جائزة أفضل موقع عربي على الإنترنت، والجائزة الفضية ضمن فئة أفضل مزود لخدمات المعلومات والدليل.

و قد توقف موقع عربي.كوم التابع لشبكة مكتوب تقديم خدماته ابتداءً من منتصف سنة 2010 بعد الاندماج الكامل بين مكتوب والشبكة العالمية ياهوو.

## أسلوب فهرسة المواقع في عربي
يوفر عربي خدمات بحث متخصصة باللغة العربية ويراعي قواعد النحو والصرف ليوفر للمستخدم القدرة على الوصول لكل ما يحتاج اليه من المحتوى العربي على الإنترنت، يحاول عربي فهرسة جميع المواقع العربية على الإنترنت، والتي يتجاوز عددها مئات الملايين من الصفحات. فعند إعطائه أمراً بالبحث، يقوم عربي بعرض النتائج الأقرب إلى المعنى المطلوب من خلال خوارزمية بحث تعتمد على الحسابات الرقمية الدقيقة.
تم تصميم الباحوث عربي باستخدام أحدث تقنيات البحث والفهرسة والاستعانة بخبرات متخصصة في التقنيات واللغة، يتمتع بمواصفات عالية وفق مقاييس عالمية ويوظف أحدث التقنيات، سواء من ناحية المكونات الصلبة (الخواديم' ،Servers)، أو البرمجيات المتطورة التي توفر للمستخدم سهولة الوصول للمعلومات وبسرعة عالية.

## خدمات عربي

### خدمة البحث علىالويب
تستطيع الحصول على نتائج للاسم أو للكلمة أو للجملة المراد البحث عنها من المواقع العربية المنتقاة بكل دقة والتي تتعلق بهذه الكلمة، حيث تظهر النتائج من جميع المواقع التي تتعلق بموضوع البحث سواء كانت مواقع إسلامية أو منتديات أو أخبارية وغيرها.
و هناك عدة أسباب لجعل خدمة البحث في عربي مميزة:
- حروف الكتابة والتشكيل: يتميز عربي باستيعابه لكافة حركات اللغة العربية وتصريفات الكلمة المختلفة، حيث يستوعب بحث عربي الكلمات التي لا تعد جزء من الاستعلام عادة لتعدد استعمالاتها في الكتابة العربية أو لعدم وجود معاني لها مثل (الواو والتي تستخدم كأداة ربط), كما ويستوعب تعدد طرق كتابة نفس الكلمة وذلك لاستخدام (الحركات، التطويل، الشدة، الهمزة، المدة، التاء المربوطة، والألف المكسورة) والعديد من الأمور المتعلقة بحركات اللغة العربية التي يتم التعامل معها من خلال بحث عربي.
- تصحيح أخطاء اللغة: يقدم عربي خدمة تصحيح أخطاء اللغة حيث يقترح التصحيح المناسب إذا قام المستخدم بإدخال كلمة البحث الخاطئة.
- اقتراح تصريفات أخرى للكلمة: يقوم عربي بتقديم اقتراحات لتصريفات أخرى للكلمة والتي يمكن أن يحتاجها المستخدم.
- المحتويات السلبية: يقوم عربي بتصفية الوثائق ذات المحتوى السلبي أو تلك المضللة التي لا تحتوي على معلومات مفيدة (spam).
- التنقل باستخدام قوائم التخصيص (Drill Down): كما ويقدّم عربي خدمة قوائم التخصيص (Drill Down)الذكية. حيث تمكّن المستخدمين من تقليل أو زيادة عملية البحث الخاصة بهم عن طريق مجموعات يتم تعريفها مسبقا.

البحث المتقدم في عربي
يقدم عربي للمستخدم خدمة البحث المتقدم، حيث يمكن للمستخدم البحث في عن طريق اختيار واحدة أو أكثر من خيارات البحث المتقدم التالية:
- جميع الكلمات: يستطيع المستخدم البحث المتقدم على عدد من الكلمات التي يقوم بإدخالها في حقل «جميع الكلمات» بإدخال فاصلة بين الكلمة والكلمة.

فعلى سبيل المثال، إذا كان يبحث عن كلمات مثل: «الطبيعة، التداوي بالأعشاب، الطب البديل»، أدخل كلمات بحثك كما هو مبين أعلاه في صندوق البحث وسيقوم «عربي» بعرض كافة المعلومات التي تشمل كل من الطبيعة والتداوي بالأعشاب والطب البديل.
- جملة معينة: يمكن إجراء بحث متقدم على جملة كاملة معينة في عربي، عن طريق إدخال الجملة في صندوق البحث عن «جملة معينة»، وسيتم عرض جميع النتائج التي تشمل الجملة كاملة وبالترتيب المُدخل.

فعلى سبيل المثال، إذا كنت تبحث عن «منتجات الوطن العربي»، أدخل الجملة المطلوبة وسيتم عرض جميع النتائج التي تحوي هذه الجملة كاملة فقط وبالترتيب المُدخل.
- أيّاً من الكلمات: خيار يتيح للمستخدم حصر البحث الخاص به بكلمات معينة وذلك عن طريق إدخال الكلمات التي يرغب أن تضم نتائج بحثه «أيّاً منها» في حقل «تحتوي أيّاً من هذه الكلمات» وسيتم عرض النتائج التي تحتوي أيّاً من الكلمات التي قام بإدخالها.
- لا تحتوي هذّه الكلمات: يتيح هذا الخيار للمستخدم استثناء الكلمات التي لا يرغب بأن يشملها بحثه، وذلك بإدخالها في حقل «لا تحتوي هذّه الكلمات»، عندها سيتم عرض النتائج التي لا تحتوي الكلمة التي قام بتحديدها.

فعلى سبيل المثال، إذا أردت أن تستثني كلمات مثل «شجر الصنوبر» من عملية بحثك على «الأشجار»، أدخل كلمات البحث في حقل «لا تحتوي على هذه الكلمات» وسيقوم «عربي» بعرض كافة المعلومات التي تشمل جميع أنواع الأشجار عدا شجر الصنوبر.
- حصر النتائج في هذا الموقع: يمكّنك «عربي» من اختيار الموقع الإلكتروني الذي ترغب بأن تحصر نتائج بحثك فيه، وذلك بتحديد موضوع البحث في أيّاً من الحقول السابقة و«حصر النتائج في هذا الموقع», وسيتم عرض النتائج المطلوبة من الموقع المُدخل فقط.
- تظهر في مكان معين: يمكّنك «عربي» من تحديد مكان ظهور الكلمة التي تبحث عنها باختيار واحد من الخيارين:

1. تظهر في أي مكان: يتم عرض النتائج التي تضم الكلمة التي تظهر في كل من العنوان والموقع الإلكتروني.
2. تظهر في العنوان: يتم عرض النتائج التي تضم الكلمة التي تظهر بالعنوان فقط.

### خدمة البحث في الصور
يوفر للمستخدم فرصة البحث في أكثر من 250 مليون صورة باللغة العربية على الإنترنت، حيث تتم عملية البحث في الصور في عربي، بإدخال اسم الصورة التي يبحث عنها المستخدم وبعد الضغط على أيقونة البحث سيتم عرض جميع النتائج المتعلقة بالموضوع الذي تبحث عنه مع توضيح وجود المعلومة في الصور أو المنتديات أو المدونات أو غيرها، أو يمكن للمستخدم اختيار مؤشر الصور من الصفحة الرئيسية ثم أدخال اسم الصورة أو الموضوع الذي يبحث عنه والضغط على زر البحث، عندها سيتم عرض جميع الصور المتعلقة بالموضوع واسم الصورة المدخلة.
ميزات البحث في صور عربي:
- حذف صورة من قائمة صور عربي:

تتيح للمستخدم خيار التبليغ عن الصورة إذا كانت تحوي مشكلة أو محتوى غير مناسب.
- البحث المتقدم في صور عربي:

1. الحجم: اختر حجم الصورة المناسب الذي تبحث عنه: جميع الاحجام، كبير، متوسط، أو صغير.
2. تحتوي جميع هذه الكلمات:أدخل مجموعة الكلمات التي تبحث عنها إذا كنت تبحث عن أكثر من كلمة في نفس الوقت.
3. تحتوي أيّاً من هذه الكلمات:أدخل واحدة أو أكثر من الكلمات التي تبحث عنها.
4. لا تحتوي على هذه الكلمات:أدخل الكلمات التي لا ترغب أن تظهر بنتائج البحث.
5. صور متحركة:حدد نوع الصور الذي تبحث عنه؛ صور متحركة أو صور ثابتة أو كلاهما.
6. صور ملونة:حدد نوع الصور الذي تبحث عنه؛ صور ملونة أو صور أبيض وأسود أو كلاهما.

### خدمة البحث فيالفيديو
اطلقت هذه الخدمة في عربي لمتابعة التطورات في التكنولوجيا ومواكبة المستجدات والخدمات على الصعيد العربي والعالمي، حيث تتيح هذه الخدمة للمستخدم العربي فرصة مشاهدة الفيديو في مختلف المجالات التي يتم البحث عنها في مئات الآلاف من الفيديوهات العربية من خلال موقع عربي واحد فقط.
ميزات البحث في الفيديو:
يمكّنك بحث الفيديو في عربي من عرض محتويات جميع مقاطع الفيديو الناتجة عن البحث من خلال تمرير الفأرة عليها فيظهر شرح مختصر عن محتوى كل منها.
بالإضافة إلى ظهور شاشة مصغرة متحركة تمكنك من رؤية جزء من المحتوى قبل النقر على الفيديو.

### خدمة البحث فيالإسلام
تم إنشاء خدمة البحث في الإسلام لإرضاء المستخدمين حول العالم المهتمين بالبحوثات والمواقع والصفحات الإسلامية، فالبحث في هذا القسم يتضمن مواضيع عديدة منها العلوم الدينية،القران، والسنة والفتاوى الموجودة في مواقع إسلامية متخصصة.

### خدمة البحث فيالأغاني
انظرالمقالة الرئيسية:عربي - بحث الاغاني
خدمة بحث من عربي تمكن المستخدم من الاستمتاع بالموسيقى العربية القديمة والجديدة وذلك بالبحث عن أسماء المطربين، أو الأغاني من خلال تغطية (عربي - بحث الاغاني) الشاملة للمواقع العربية المتخصصة بالموسيقى والأغاني العربية.وبالإضافة للأغاني، تتضمن نتائج البحث على (عربي - بحث الاغاني) كلمات الأغاني وصور للفنان صاحب الأغنية.
أغاني عربي على ال فيس بوك: قام عربي بتطوير برنامج تطبيقي مخصص لمستخدمي موقع فيس بوك خاص بخدمة عربي - بحث الاغاني. حيث يمكن للمستخدم إضافة هذا البرنامج التطبيقي لزاويته الخاصة على فيس بوك وبالتالي البحث عن أغانيه المفضلة. بالإضافة إلى اختيار المطرب الذي يرغب بوضع صورته الكرتونية تعبيراً عن مزاجه في ذلك اليوم.

### خدمة البحث فيالمنتديات
تمكن هذه الخدمة للمستخدم البحث في المنتديات العربية المتنوعة عن الحوارات والنقاش، في قسم معين من المنتدى أو في جميع اقسامه، حيث ستكون النتائج من مواقع المنتديات فقط.

### خدمة البحث فيالمدونات
توفر للمستخدم فرصة البحث في جميع المدونات العربية على الانترنت، حيث يستطيع الباحث ادخال اسم المدونة أو الموضوع الذي يبحث عنه، وسيتم عرض النتائج بشكل متسلسل حسب المدونة الاحدث والمطابقة لموضوع البحث، كما سيتم عرض معلومات المدونة من تاريخ النشر وأصل المدونة والموقع الإلكتروني للنشرة والنتيجة وغيرها.

### خدمة قاموس عربي إنجليزي_إنجليزي عربي
انظر المقالة الرئيسية:عربي - القاموس (عربي إنجليزي، إنجليزي عربي)
في خطوة هادفة لتلبية متطلبات مستخدمي عربي، تم إطلاق نسخة عربي - القاموس، قاموس ثنائي اللغة (عربي-إنجليزي، إنجليزي-عربي) لترجمة الكلمات والمصطلحات من العربية للإنجليزية، ومن الإنجليزية للعربية.
و في خطوة جديدة أخرى تم مؤخرا إطلاق اداة قاموس عربي للويندوز فيستا: تعتبر هذة الأداة مخصصة لمستخدمي الويندوز فيستا. حيث يمكنك إدخال الكلمة التي تبحث عن معناها في صندوق البحث، في أي من اللغتنين العربية أو الإنجليزية. ثم الضغط على زر البحث، وسيتم عرض معنى الكلمة في صفحة نتائج موَسعة بجانب الأداة.

### خدمة دليل عربي للمواقع
خدمة جديدة تم إطلاقها مؤخرا من عربي، وهي دليل المستخدم العربي للمواقع المختلفة، حيث يضم دليل عربي مجموعة كبيرة من المواقع مصنفة تحت التصنيفات الرئيسية التالية:
مواقع رسمية، منتديات ودردشة، المجتمع والناس، الإسلام والقران، أخبار واعلام، أفلام وأغاني، اقتصاد واعمال، تسلية وهوايات، تعليم ودراسة، رياضة وألعاب، سياحة وتسوق، علوم وتكنولوجيا، فن وأدب، طب وصحة، كمبيوتر وإنترنت، والعديد من التصنيفات الفرعية.